# Марьяновское сельское поселение (Мордовия)
Марьяновское се́льское поселе́ние — муниципальное образование в Большеберезниковском районе Мордовии Российской Федерации.
Административный центр — село Марьяновка.

## История
Статус и границы сельского поселения установлены Законом Республики Мордовия от 1 декабря 2004 года № 95-З «Об установлении границ муниципальных образований Большеберезниковского муниципального района, Большеберезниковского муниципального района и наделении их статусом сельского поселения и муниципального района».

## Население
| 2002 | 2010 | 2012 | 2013 | 2014 | 2015 | 2016 |
| ---- | ---- | ---- | ---- | ---- | ---- | ---- |
| 824  | ↘750 | ↘736 | ↘722 | ↘714 | ↘704 | ↘693 |
| 2017 | 2018 | 2019 | 2020 | 2021 |      |      |
| ↘687 | ↘683 | ↘652 | ↘643 | ↘605 |      |      |

## Состав сельского поселения
| № | Населённый пункт | Тип населённого пункта       | Население |
| - | ---------------- | ---------------------------- | --------- |
| 1 | Айкино           | село                         | ↘1        |
| 2 | Марьяновка       | село, административный центр | ↘717      |
| 3 | Федоровка        | деревня                      | ↘32       |